# Kigali Convention Centre
Le Kigali Convention Center est un centre de congrès situé à Kigali, la capitale et la plus grande ville du Rwanda.

## Localisation
Le centre de congrès est situé sur l'autoroute KN5, à côté du rond-point KG2, à environ 6 km à l'ouest de l'aéroport international de Kigali et à environ 7 km à l'est du quartier de Kigali appelé Nyabugogo.

## Aperçu
En 2007, trois investisseurs rwandais mettent en commun leurs ressources pour construire le complexe immobilier et constituent Ultimate Concept Limited, une entreprise créée pour développer et gérer la possession le centre. Le centre comprend quatre composantes principales :   
1. Un hôtel 5 étoiles de six étages, « Radisson Blu Hotel Kigali », avec 292 chambres ;
2. Un centre de conférence d'une capacité de 2 600 places assises ;
3. Le Parc des technologies de l'information de Kigali, avec 32 200 m2 de bureaux et d'espaces commerciaux louables ;
4. Un musée, au rez-de-chaussée du parc informatique[1].

La construction a commencé en 2009 et s'est terminée en 2016.

## Les évènements dans le KCC
- Compétition de youthconnekt 2024 qui a eu lieu au 18 février 2025[5]